# Lippenpflegestift

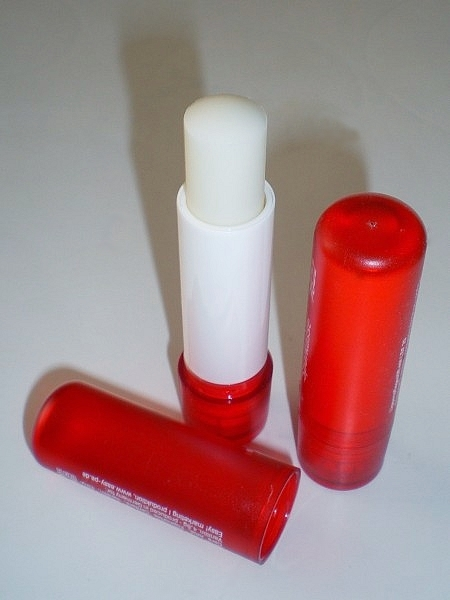
Lippenpflegestift

Ein Lippenpflegestift ist ein Hautpflegeprodukt zum Auftrag auf die Haut der Lippen. Dies dient dem Schutz vor äußeren Einflüssen (z. B. UV-Licht) und Austrocknung oder auch der Behandlung trockener, spröder, verletzter oder kranker Lippen (z. B. Mundwinkelrhagaden, Stomatitis, Herpes labialis).
Normalerweise besteht das Produkt aus Wachsen, Fetten und pflegenden Zusätzen. Aus der Mischung wird üblicherweise ein fester Stift geformt, mit dem über die Lippen gestrichen wird, um ihn aufzutragen. Im Unterschied dazu geht es bei einem Lippenstift um kosmetische Eigenschaften; zum Teil wird jedoch auch beides miteinander verbunden. Es gibt auch flüssige, cremige Produkte, die als Lippenbalsam bezeichnet werden. Diese sind meist in Form einer Tube gefertigt und lassen sich direkt aus dieser auf die Lippen auftragen.
Die bekannteste Lippenpflegestiftmarke in Deutschland ist Labello. Das marktführende Produkt in den Vereinigten Staaten heißt ChapStick.